# Ischyja copicolor
Ischyja copicolor là một loài bướm đêm trong họ Noctuidae.